# Omloop van het Hageland 2022
La 17e édition de l'Omloop van het Hageland a eu lieu le 27 février 2022. La course fait partie du calendrier international féminin UCI 2022 en catégorie 1.1 et de la Lotto Cycling Cup pour Dames 2022. Elle est remportée par l'Italienne Marta Bastianelli. 

## Présentation

### Parcours
Le parcours débute à Tirlemont. Il effectue d'abord une partie en ligne de 30,5 km, puis deux tours long de 33,7 km avant d'arriver sur le circuit final, effectué deux fois et long de 15,1 km.

### Équipes
| UCI Women's WorldTeams (10)- Team BikeExchange-Jayco - EF Education-TIBCO-SVB - FDJ Nouvelle Aquitaine Futuroscope - Liv Racing Xstra - Movistar Team - Team DSM - SD Worx - Trek-Segafredo - UAE Team ADQ - Uno-X Pro Cycling Team Équipes féminines continentales (14)- Bepink - Bingoal-Chevalmeire-Van Eyck Sport - Ceratizit-WNT Pro Cycling - Cofidis - Coop-Hitec Products - GT Krush Tunap - Le col-Wahoo - Lotto Soudal Ladies - Multum Accountants - AG Insurance NXTG - Parkhotel Valkenburg - Plantur-Pura - Top Girls Fassa Bortolo - Valcar-Travel & Service |
| |

## Récit de la course
La première échappée est composée d'Audrey Cordon-Ragot, Alicia Gonzalez, Marlen Reusser et Charlotte Kool. Elle est rapidement reprise. D'autres tentatives ont lieu avant qu'un groupe de dix ne se forme dans les trente derniers kilomètres. Il contient Emma Norsgaard Bjerg, 
Aude Biannic, Pfeiffer Georgi, Floortje Mackaij, Valerie Demey, Shirin van Anrooij, Marta Bastianelli, Clara Copponi, Elena Cecchini et Chantal van den Broek-Blaak. Teniel Campbell revient ensuite seule. Floortje Mackaij attaque à cinq kilomètres de l'arrivée, mais est reprise aux trois kilomètres. Pfeiffer Georgi tente ensuite deux fois sans plus de succès. Chantal van den Broek Blaak lance le sprint, mais est remontée par Marta Bastianelli qui s'impose.

## Classements

### Classement final
| \| Classement général \| Classement général \| Classement général \| Classement général \| Classement général \| \| Coureuse \| Coureuse \| Pays \| Équipe \| Temps \| \| ------------------ \| --------------------------- \| ------------------ \| ---------------------------------- \| ------------------ \| \| 1re \| Marta Bastianelli \| Italie \| UAE Team ADQ \| 3 h 24 min 47 s \| \| 2e \| Emma Norsgaard \| Danemark \| Movistar Team \| + 0 s \| \| 3e \| Floortje Mackaij \| Pays-Bas \| Team DSM \| + 0 s \| \| 4e \| Elena Cecchini \| Italie \| SD Worx \| + 0 s \| \| 5e \| Shirin van Anrooij \| Pays-Bas \| Trek-Segafredo \| + 0 s \| \| 6e \| Clara Copponi \| France \| FDJ-Nouvelle Aquitaine-Futuroscope \| + 0 s \| \| 7e \| Chantal van den Broek-Blaak \| Pays-Bas \| SD Worx \| + 0 s \| \| 8e \| Valerie Demey \| Belgique \| Liv Racing Xstra \| + 5 s \| \| 9e \| Pfeiffer Georgi \| Royaume-Uni \| Team DSM \| + 5 s \| \| 10e \| Lorena Wiebes \| Pays-Bas \| Team DSM \| + 32 s \| |                             |             |                                    |                 |
| |                             |             |                                    |                 |
| Source : ProCyclingStats |                             |             |                                    |                 |
| Classement général |                             |             |                                    |                 |
| Coureuse | Coureuse                    | Pays        | Équipe                             | Temps           |
| 1re | Marta Bastianelli           | Italie      | UAE Team ADQ                       | 3 h 24 min 47 s |
| 2e | Emma Norsgaard              | Danemark    | Movistar Team                      | + 0 s           |
| 3e | Floortje Mackaij            | Pays-Bas    | Team DSM                           | + 0 s           |
| 4e | Elena Cecchini              | Italie      | SD Worx                            | + 0 s           |
| 5e | Shirin van Anrooij          | Pays-Bas    | Trek-Segafredo                     | + 0 s           |
| 6e | Clara Copponi               | France      | FDJ-Nouvelle Aquitaine-Futuroscope | + 0 s           |
| 7e | Chantal van den Broek-Blaak | Pays-Bas    | SD Worx                            | + 0 s           |
| 8e | Valerie Demey               | Belgique    | Liv Racing Xstra                   | + 5 s           |
| 9e | Pfeiffer Georgi             | Royaume-Uni | Team DSM                           | + 5 s           |
| 10e | Lorena Wiebes               | Pays-Bas    | Team DSM                           | + 32 s          |

### Points UCI
| Position           | 1er | 2e | 3e | 4e | 5e | 6e | 7e | 8e | 9e | 10e | 11e | 12e | 13e à 15e | 16e à 25e |
| Classement général | 125 | 85 | 70 | 60 | 50 | 40 | 35 | 30 | 25 | 20  | 15  | 10  | 5         | 3         |

### Prix
Les prix suivants sont distribués :
| Position | 1er   | 2e    | 3e    | 4e    | 5e    | 6e    | 7e    | 8e    | 9e    | 10e  |
| Prix     | 560 € | 485 € | 400 € | 250 € | 220 € | 205 € | 195 € | 174 € | 160 € | 90 € |

Les coureuses placées de la 11e à la 20e place  repartent avec 90 €.
En sus, des sprints intermédiaires sont disputés durant la course. Le vainqueur du classement général de ce classement gagne 250 €, le deuxième 150 et le troisième 100.

## Organisation
La course est organisée par le Cycling Team Tilt. Son président est Roger Nolmans, son secrétaire  Ben Witvrouw.

## Liste des participants
| Légende | Légende                                                                    | Légende | Légende                                                    |
| ------- | -------------------------------------------------------------------------- | ------- | ---------------------------------------------------------- |
| Num     | Dossard de départ porté par le coureur sur cet Omloop van het Hageland     | Pos     | Position à l'arrivée de la course                          |
|         | Indique un maillot de champion national ou mondial, suivi de sa spécialité | NP      | Indique un coureur qui n'a pas pris le départ de la course |
| AB      | Indique un coureur qui n'a pas terminé la course                           | HD      | Indique un coureur qui a terminé la course hors des délais |

| Team DSM DSM | Team DSM DSM                  | Team DSM DSM |
| ------------ | ----------------------------- | ------------ |
| Num          | Coureuse                      | Pos          |
| 1            | Lorena Wiebes (NED)           | 10e          |
| 2            | Franziska Koch (GER)          | 32e          |
| 3            | Charlotte Kool (NED)          | 17e          |
| 4            | Floortje Mackaij (NED)        | 3e           |
| 5            | Esmée Peperkamp (NED)         | 55e          |
| 6            | Pfeiffer Georgi (GBR) (route) | 9e           |

| Liv Racing Xstra LIV | Liv Racing Xstra LIV    | Liv Racing Xstra LIV |
| -------------------- | ----------------------- | -------------------- |
| Num                  | Coureuse                | Pos                  |
| 11                   | Rachele Barbieri (ITA)  | 81e                  |
| 12                   | Eva Buurman (NED)       | AB                   |
| 14                   | Valerie Demey (BEL)     | 8e                   |
| 15                   | Silke Smulders (NED)    | 25e                  |
| 16                   | Sabrina Stultiens (NED) | AB                   |

| Movistar Team MOV | Movistar Team MOV       | Movistar Team MOV |
| ----------------- | ----------------------- | ----------------- |
| Num               | Coureuse                | Pos               |
| 21                | Alicia González (ESP)   | 34e               |
| 22                | Barbara Guarischi (ITA) | 70e               |
| 23                | Sheyla Gutiérrez (ESP)  | AB                |
| 24                | Emma Norsgaard (DEN)    | 2e                |
| 25                | Lourdes Oyarbide (ESP)  | 64e               |
| 26                | Aude Biannic (FRA)      | 63e               |

| FDJ-Nouvelle Aquitaine-Futuroscope FSF | FDJ-Nouvelle Aquitaine-Futuroscope FSF | FDJ-Nouvelle Aquitaine-Futuroscope FSF |
| -------------------------------------- | -------------------------------------- | -------------------------------------- |
| Num                                    | Coureuse                               | Pos                                    |
| 31                                     | Grace Brown (AUS)                      | 30e                                    |
| 33                                     | Clara Copponi (FRA)                    | 6e                                     |
| 34                                     | Eugénie Duval (FRA)                    | 14e                                    |
| 35                                     | Maëlle Grossetête (FRA)                | 27e                                    |
| 36                                     | Vittoria Guazzini (ITA)                | 19e                                    |

| Ceratizit-WNT Pro Cycling WNT | Ceratizit-WNT Pro Cycling WNT       | Ceratizit-WNT Pro Cycling WNT |
| ----------------------------- | ----------------------------------- | ----------------------------- |
| Num                           | Coureuse                            | Pos                           |
| 41                            | Maria Giulia Confalonieri (ITA)     | 50e                           |
| 42                            | Marta Lach (POL)                    | 24e                           |
| 44                            | Kathrin Schweinberger (AUT) (route) | 80e                           |
| 45                            | Lea Lin Teutenberg (GER)            | 67e                           |
| 46                            | Lara Vieceli (ITA)                  | AB                            |

| Team BikeExchange-Jayco BEX | Team BikeExchange-Jayco BEX | Team BikeExchange-Jayco BEX |
| --------------------------- | --------------------------- | --------------------------- |
| Num                         | Coureuse                    | Pos                         |
| 51                          | Urška Žigart (SLO)          | AB                          |
| 52                          | Ruby Roseman-Gannon (AUS)   | 15e                         |
| 53                          | Kristen Faulkner (USA)      | AB                          |
| 54                          | Teniel Campbell (TTO)       | 71e                         |
| 55                          | Nina Kessler (NED)          | 68e                         |
| 56                          | Wei Shi Chelsie Tan (SGP)   | AB                          |

| Parkhotel Valkenburg PHV | Parkhotel Valkenburg PHV | Parkhotel Valkenburg PHV |
| ------------------------ | ------------------------ | ------------------------ |
| Num                      | Coureuse                 | Pos                      |
| 61                       | Marith Vanhove (BEL)     | AB                       |
| 62                       | Quinty Schoens (NED)     | 40e                      |
| 63                       | Demi de Jong (NED)       | 33e                      |
| 64                       | Belle De Gast (NED)      | AB                       |
| 65                       | Sofie van Rooijen (NED)  | AB                       |
| 66                       | Lieke Nooijen (NED)      | 53e                      |

| SD Worx SDW | SD Worx SDW                       | SD Worx SDW |
| ----------- | --------------------------------- | ----------- |
| Num         | Coureuse                          | Pos         |
| 71          | Chantal van den Broek-Blaak (NED) | 7e          |
| 72          | Lonneke Uneken (NED)              | 11e         |
| 73          | Marlen Reusser (SUI) (route)      | 18e         |
| 74          | Roxane Fournier (FRA)             | 42e         |
| 75          | Elena Cecchini (ITA)              | 4e          |
| 76          | Lotte Kopecky (BEL) (route)       | 12e         |

| Trek-Segafredo TFS | Trek-Segafredo TFS           | Trek-Segafredo TFS |
| ------------------ | ---------------------------- | ------------------ |
| Num                | Coureuse                     | Pos                |
| 81                 | Audrey Cordon-Ragot (FRA)    | 44e                |
| 82                 | Lauretta Hanson (AUS)        | AB                 |
| 83                 | Chloe Hosking (AUS)          | 35e                |
| 84                 | Letizia Paternoster (ITA)    | AB                 |
| 85                 | Shirin van Anrooij (NED)     | 5e                 |
| 86                 | Ellen van Dijk (NED) (route) | 31e                |

| UAE Team ADQ UAD | UAE Team ADQ UAD            | UAE Team ADQ UAD |
| ---------------- | --------------------------- | ---------------- |
| Num              | Coureuse                    | Pos              |
| 91               | Marta Bastianelli (ITA)     | 1re              |
| 92               | Sofia Bertizzolo (ITA)      | 21e              |
| 93               | Alessia Patuelli (ITA)      | AB               |
| 94               | Anna Trevisi (ITA)          | AB               |
| 95               | Laura Tomasi (ITA)          | AB               |
| 96               | Eugenia Bujak (SLO) (route) | 61e              |

| Uno-X Pro Cycling Team UXT | Uno-X Pro Cycling Team UXT | Uno-X Pro Cycling Team UXT |
| -------------------------- | -------------------------- | -------------------------- |
| Num                        | Coureuse                   | Pos                        |
| 101                        | Anniina Ahtosalo (FIN)     | 36e                        |
| 102                        | Rebecca Koerner (DEN)      | AB                         |
| 103                        | Hannah Ludwig (GER)        | 59e                        |
| 104                        | Amalie Lutro (NOR)         | 29e                        |
| 105                        | Wilma Olausson (SWE)       | 48e                        |
| 106                        | Anne Dorthe Ysland (NOR)   | AB                         |

| Bepink BPK | Bepink BPK             | Bepink BPK |
| ---------- | ---------------------- | ---------- |
| Num        | Coureuse               | Pos        |
| 111        | Silvia Zanardi (ITA)   | 23e        |
| 112        | Jade Teolis (FRA)      | AB         |
| 114        | Lara Crestanello (ITA) | AB         |
| 115        | Nadia Quagliotto (ITA) | 39e        |
| 116        | Matilde Vitillo (ITA)  | 54e        |

| Bingoal-Chevalmeire-Van Eyck Sport BCV | Bingoal-Chevalmeire-Van Eyck Sport BCV | Bingoal-Chevalmeire-Van Eyck Sport BCV |
| -------------------------------------- | -------------------------------------- | -------------------------------------- |
| Num                                    | Coureuse                               | Pos                                    |
| 121                                    | Danique Braam (NED)                    | AB                                     |
| 122                                    | Caren Commissaris (NED)                | AB                                     |
| 123                                    | Olha Kulynych (UKR)                    | AB                                     |
| 124                                    | Claudia Jongerius (NED)                | AB                                     |
| 125                                    | Naomi de Roeck (BEL)                   | AB                                     |
| 126                                    | Barbara Sniezynska (POL)               | AB                                     |

| Cofidis COF | Cofidis COF                   | Cofidis COF |
| ----------- | ----------------------------- | ----------- |
| Num         | Coureuse                      | Pos         |
| 131         | Martina Alzini (ITA)          | AB          |
| 133         | Valentine Fortin (FRA)        | 41e         |
| 135         | Gabrielle Pilote Fortin (CAN) | AB          |
| 136         | Victoire Berteau (FRA)        | 83e         |

| GT Krush Tunap BPC | GT Krush Tunap BPC       | GT Krush Tunap BPC |
| ------------------ | ------------------------ | ------------------ |
| Num                | Coureuse                 | Pos                |
| 141                | Femke de Vries (NED)     | AB                 |
| 142                | Henrietta Colborne (GBR) | 73e                |
| 143                | Daniek Hengeveld (NED)   | 57e                |
| 144                | Marissa Baks (NED)       | AB                 |
| 145                | Petra Welmers (NED)      | AB                 |
| 146                | Melissa van Neck (CZE)   | AB                 |

| Le Col-Wahoo DRP | Le Col-Wahoo DRP         | Le Col-Wahoo DRP |
| ---------------- | ------------------------ | ---------------- |
| Num              | Coureuse                 | Pos              |
| 151              | Eluned King (GBR)        | AB               |
| 152              | April Tacey (GBR)        | AB               |
| 153              | Flora Perkins (GBR)      | 66e              |
| 154              | Maike van der Duin (NED) | 13e              |
| 155              | Jesse Vandenbulcke (BEL) | 47e              |
| 156              | Alice Towers (GBR)       | 60e              |

| Lotto Soudal Ladies LSL | Lotto Soudal Ladies LSL  | Lotto Soudal Ladies LSL |
| ----------------------- | ------------------------ | ----------------------- |
| Num                     | Coureuse                 | Pos                     |
| 161                     | Eefje Brandt (BEL)       | AB                      |
| 162                     | Esmée Gielkens (BEL)     | AB                      |
| 163                     | Josie Knight (GBR)       | AB                      |
| 164                     | Kristýna Burlová (CZE)   | 75e                     |
| 165                     | Ines Van de Paar (BEL)   | AB                      |
| 166                     | Elise vander Sande (BEL) | AB                      |

| Multum Accountants MUL | Multum Accountants MUL  | Multum Accountants MUL |
| ---------------------- | ----------------------- | ---------------------- |
| Num                    | Coureuse                | Pos                    |
| 171                    | Juliet Eickhof (NED)    | AB                     |
| 172                    | Elisa Serné (NED)       | 52e                    |
| 173                    | Jessy Druyts (BEL)      | AB                     |
| 174                    | Marthe Goossens (BEL)   | 84e                    |
| 175                    | Céline van Houtum (NED) | AB                     |
| 176                    | Willemijn Prins (NED)   | AB                     |

| AG Insurance NXTG AGI | AG Insurance NXTG AGI   | AG Insurance NXTG AGI |
| --------------------- | ----------------------- | --------------------- |
| Num                   | Coureuse                | Pos                   |
| 181                   | Amber Aernouts (NED)    | AB                    |
| 182                   | Maureen Arens (NED)     | 65e                   |
| 183                   | Senne Knaven (BEL)      | AB                    |
| 184                   | Amelia Sharpe (GBR)     | AB                    |
| 185                   | Fien Masure (BEL)       | AB                    |
| 186                   | Eline Van Rooijen (NED) | AB                    |

| Coop-Hitec Products HPU | Coop-Hitec Products HPU | Coop-Hitec Products HPU |
| ----------------------- | ----------------------- | ----------------------- |
| Num                     | Coureuse                | Pos                     |
| 191                     | Josie Nelson (GBR)      | 78e                     |
| 192                     | Ingvild Gåskjenn (NOR)  | 45e                     |
| 193                     | Nicole Steigenga (NED)  | 20e                     |
| 194                     | Jessica Roberts (GBR)   | 77e                     |
| 195                     | Nora Tveit (NOR)        | AB                      |
| 196                     | Sylvie Swinkels (NED)   | 76e                     |

| Valcar-Travel & Service VAL | Valcar-Travel & Service VAL | Valcar-Travel & Service VAL |
| --------------------------- | --------------------------- | --------------------------- |
| Num                         | Coureuse                    | Pos                         |
| 201                         | Chiara Consonni (ITA)       | 51e                         |
| 202                         | Ilaria Sanguineti (ITA)     | AB                          |
| 203                         | Silvia Persico (ITA)        | 26e                         |
| 204                         | Eleonora Gasparrini (ITA)   | 38e                         |
| 205                         | Anastasia Carbonari (LAT)   | 62e                         |
| 206                         | Karolina Kumięga (POL)      | 56e                         |

| Plantur-Pura PLP | Plantur-Pura PLP         | Plantur-Pura PLP |
| ---------------- | ------------------------ | ---------------- |
| Num              | Coureuse                 | Pos              |
| 211              | Julie Van de Velde (BEL) | 72e              |
| 212              | Julie De Wilde (BEL)     | 22e              |
| 213              | Laura Süßemilch (GER)    | 58e              |
| 214              | Justine Ghekiere (BEL)   | 28e              |
| 215              | Kiona Crabbé (BEL)       | 79e              |
| 216              | Kim de Baat (BEL)        | 49e              |

| Top Girls Fassa Bortolo TOP | Top Girls Fassa Bortolo TOP | Top Girls Fassa Bortolo TOP |
| --------------------------- | --------------------------- | --------------------------- |
| Num                         | Coureuse                    | Pos                         |
| 221                         | Giorgia Bariani (ITA)       | AB                          |
| 222                         | Greta Marturano (ITA)       | AB                          |
| 223                         | Alessia Vigilia (ITA)       | 69e                         |
| 224                         | Cristina Tonetti (ITA)      | 46e                         |
| 225                         | Debora Silvestri (ITA)      | AB                          |
| 226                         | Giorgia Vettorello (ITA)    | AB                          |

| EF Education-TIBCO-SVB TIB | EF Education-TIBCO-SVB TIB | EF Education-TIBCO-SVB TIB |
| -------------------------- | -------------------------- | -------------------------- |
| Num                        | Coureuse                   | Pos                        |
| 231                        | Veronica Ewers (USA)       | 43e                        |
| 232                        | Emma Langley (USA)         | 82e                        |
| 234                        | Emily Newsom (USA)         | AB                         |
| 235                        | Magdeleine Vallieres (CAN) | 37e                        |
| 236                        | Letizia Borghesi (ITA)     | 16e                        |

| IBCT IBC | IBCT IBC                       | IBCT IBC |
| -------- | ------------------------------ | -------- |
| Num      | Coureuse                       | Pos      |
| 241      | Fien Van Eynde (BEL)           | AB       |
| 242      | Mia Griffin (IRL)              | AB       |
| 243      | Svenja Betz (GER)              | AB       |
| 244      | Lucy Mayrhofer (GER)           | AB       |
| 245      | Antonia Gröndahl (FIN) (route) | 74e      |
| 246      | Ditte Lenseclaes (BEL)         | AB       |

| Team DSM DSM | Team DSM DSM                  | Team DSM DSM |
| ------------ | ----------------------------- | ------------ |
| Num          | Coureuse                      | Pos          |
| 1            | Lorena Wiebes (NED)           | 10e          |
| 2            | Franziska Koch (GER)          | 32e          |
| 3            | Charlotte Kool (NED)          | 17e          |
| 4            | Floortje Mackaij (NED)        | 3e           |
| 5            | Esmée Peperkamp (NED)         | 55e          |
| 6            | Pfeiffer Georgi (GBR) (route) | 9e           |

| Liv Racing Xstra LIV | Liv Racing Xstra LIV    | Liv Racing Xstra LIV |
| -------------------- | ----------------------- | -------------------- |
| Num                  | Coureuse                | Pos                  |
| 11                   | Rachele Barbieri (ITA)  | 81e                  |
| 12                   | Eva Buurman (NED)       | AB                   |
| 14                   | Valerie Demey (BEL)     | 8e                   |
| 15                   | Silke Smulders (NED)    | 25e                  |
| 16                   | Sabrina Stultiens (NED) | AB                   |

| Movistar Team MOV | Movistar Team MOV       | Movistar Team MOV |
| ----------------- | ----------------------- | ----------------- |
| Num               | Coureuse                | Pos               |
| 21                | Alicia González (ESP)   | 34e               |
| 22                | Barbara Guarischi (ITA) | 70e               |
| 23                | Sheyla Gutiérrez (ESP)  | AB                |
| 24                | Emma Norsgaard (DEN)    | 2e                |
| 25                | Lourdes Oyarbide (ESP)  | 64e               |
| 26                | Aude Biannic (FRA)      | 63e               |

| FDJ-Nouvelle Aquitaine-Futuroscope FSF | FDJ-Nouvelle Aquitaine-Futuroscope FSF | FDJ-Nouvelle Aquitaine-Futuroscope FSF |
| -------------------------------------- | -------------------------------------- | -------------------------------------- |
| Num                                    | Coureuse                               | Pos                                    |
| 31                                     | Grace Brown (AUS)                      | 30e                                    |
| 33                                     | Clara Copponi (FRA)                    | 6e                                     |
| 34                                     | Eugénie Duval (FRA)                    | 14e                                    |
| 35                                     | Maëlle Grossetête (FRA)                | 27e                                    |
| 36                                     | Vittoria Guazzini (ITA)                | 19e                                    |

| Ceratizit-WNT Pro Cycling WNT | Ceratizit-WNT Pro Cycling WNT       | Ceratizit-WNT Pro Cycling WNT |
| ----------------------------- | ----------------------------------- | ----------------------------- |
| Num                           | Coureuse                            | Pos                           |
| 41                            | Maria Giulia Confalonieri (ITA)     | 50e                           |
| 42                            | Marta Lach (POL)                    | 24e                           |
| 44                            | Kathrin Schweinberger (AUT) (route) | 80e                           |
| 45                            | Lea Lin Teutenberg (GER)            | 67e                           |
| 46                            | Lara Vieceli (ITA)                  | AB                            |

| Team BikeExchange-Jayco BEX | Team BikeExchange-Jayco BEX | Team BikeExchange-Jayco BEX |
| --------------------------- | --------------------------- | --------------------------- |
| Num                         | Coureuse                    | Pos                         |
| 51                          | Urška Žigart (SLO)          | AB                          |
| 52                          | Ruby Roseman-Gannon (AUS)   | 15e                         |
| 53                          | Kristen Faulkner (USA)      | AB                          |
| 54                          | Teniel Campbell (TTO)       | 71e                         |
| 55                          | Nina Kessler (NED)          | 68e                         |
| 56                          | Wei Shi Chelsie Tan (SGP)   | AB                          |

| Parkhotel Valkenburg PHV | Parkhotel Valkenburg PHV | Parkhotel Valkenburg PHV |
| ------------------------ | ------------------------ | ------------------------ |
| Num                      | Coureuse                 | Pos                      |
| 61                       | Marith Vanhove (BEL)     | AB                       |
| 62                       | Quinty Schoens (NED)     | 40e                      |
| 63                       | Demi de Jong (NED)       | 33e                      |
| 64                       | Belle De Gast (NED)      | AB                       |
| 65                       | Sofie van Rooijen (NED)  | AB                       |
| 66                       | Lieke Nooijen (NED)      | 53e                      |

| SD Worx SDW | SD Worx SDW                       | SD Worx SDW |
| ----------- | --------------------------------- | ----------- |
| Num         | Coureuse                          | Pos         |
| 71          | Chantal van den Broek-Blaak (NED) | 7e          |
| 72          | Lonneke Uneken (NED)              | 11e         |
| 73          | Marlen Reusser (SUI) (route)      | 18e         |
| 74          | Roxane Fournier (FRA)             | 42e         |
| 75          | Elena Cecchini (ITA)              | 4e          |
| 76          | Lotte Kopecky (BEL) (route)       | 12e         |

| Trek-Segafredo TFS | Trek-Segafredo TFS           | Trek-Segafredo TFS |
| ------------------ | ---------------------------- | ------------------ |
| Num                | Coureuse                     | Pos                |
| 81                 | Audrey Cordon-Ragot (FRA)    | 44e                |
| 82                 | Lauretta Hanson (AUS)        | AB                 |
| 83                 | Chloe Hosking (AUS)          | 35e                |
| 84                 | Letizia Paternoster (ITA)    | AB                 |
| 85                 | Shirin van Anrooij (NED)     | 5e                 |
| 86                 | Ellen van Dijk (NED) (route) | 31e                |

| UAE Team ADQ UAD | UAE Team ADQ UAD            | UAE Team ADQ UAD |
| ---------------- | --------------------------- | ---------------- |
| Num              | Coureuse                    | Pos              |
| 91               | Marta Bastianelli (ITA)     | 1re              |
| 92               | Sofia Bertizzolo (ITA)      | 21e              |
| 93               | Alessia Patuelli (ITA)      | AB               |
| 94               | Anna Trevisi (ITA)          | AB               |
| 95               | Laura Tomasi (ITA)          | AB               |
| 96               | Eugenia Bujak (SLO) (route) | 61e              |

| Uno-X Pro Cycling Team UXT | Uno-X Pro Cycling Team UXT | Uno-X Pro Cycling Team UXT |
| -------------------------- | -------------------------- | -------------------------- |
| Num                        | Coureuse                   | Pos                        |
| 101                        | Anniina Ahtosalo (FIN)     | 36e                        |
| 102                        | Rebecca Koerner (DEN)      | AB                         |
| 103                        | Hannah Ludwig (GER)        | 59e                        |
| 104                        | Amalie Lutro (NOR)         | 29e                        |
| 105                        | Wilma Olausson (SWE)       | 48e                        |
| 106                        | Anne Dorthe Ysland (NOR)   | AB                         |

| Bepink BPK | Bepink BPK             | Bepink BPK |
| ---------- | ---------------------- | ---------- |
| Num        | Coureuse               | Pos        |
| 111        | Silvia Zanardi (ITA)   | 23e        |
| 112        | Jade Teolis (FRA)      | AB         |
| 114        | Lara Crestanello (ITA) | AB         |
| 115        | Nadia Quagliotto (ITA) | 39e        |
| 116        | Matilde Vitillo (ITA)  | 54e        |

| Bingoal-Chevalmeire-Van Eyck Sport BCV | Bingoal-Chevalmeire-Van Eyck Sport BCV | Bingoal-Chevalmeire-Van Eyck Sport BCV |
| -------------------------------------- | -------------------------------------- | -------------------------------------- |
| Num                                    | Coureuse                               | Pos                                    |
| 121                                    | Danique Braam (NED)                    | AB                                     |
| 122                                    | Caren Commissaris (NED)                | AB                                     |
| 123                                    | Olha Kulynych (UKR)                    | AB                                     |
| 124                                    | Claudia Jongerius (NED)                | AB                                     |
| 125                                    | Naomi de Roeck (BEL)                   | AB                                     |
| 126                                    | Barbara Sniezynska (POL)               | AB                                     |

| Cofidis COF | Cofidis COF                   | Cofidis COF |
| ----------- | ----------------------------- | ----------- |
| Num         | Coureuse                      | Pos         |
| 131         | Martina Alzini (ITA)          | AB          |
| 133         | Valentine Fortin (FRA)        | 41e         |
| 135         | Gabrielle Pilote Fortin (CAN) | AB          |
| 136         | Victoire Berteau (FRA)        | 83e         |

| GT Krush Tunap BPC | GT Krush Tunap BPC       | GT Krush Tunap BPC |
| ------------------ | ------------------------ | ------------------ |
| Num                | Coureuse                 | Pos                |
| 141                | Femke de Vries (NED)     | AB                 |
| 142                | Henrietta Colborne (GBR) | 73e                |
| 143                | Daniek Hengeveld (NED)   | 57e                |
| 144                | Marissa Baks (NED)       | AB                 |
| 145                | Petra Welmers (NED)      | AB                 |
| 146                | Melissa van Neck (CZE)   | AB                 |

| Le Col-Wahoo DRP | Le Col-Wahoo DRP         | Le Col-Wahoo DRP |
| ---------------- | ------------------------ | ---------------- |
| Num              | Coureuse                 | Pos              |
| 151              | Eluned King (GBR)        | AB               |
| 152              | April Tacey (GBR)        | AB               |
| 153              | Flora Perkins (GBR)      | 66e              |
| 154              | Maike van der Duin (NED) | 13e              |
| 155              | Jesse Vandenbulcke (BEL) | 47e              |
| 156              | Alice Towers (GBR)       | 60e              |

| Lotto Soudal Ladies LSL | Lotto Soudal Ladies LSL  | Lotto Soudal Ladies LSL |
| ----------------------- | ------------------------ | ----------------------- |
| Num                     | Coureuse                 | Pos                     |
| 161                     | Eefje Brandt (BEL)       | AB                      |
| 162                     | Esmée Gielkens (BEL)     | AB                      |
| 163                     | Josie Knight (GBR)       | AB                      |
| 164                     | Kristýna Burlová (CZE)   | 75e                     |
| 165                     | Ines Van de Paar (BEL)   | AB                      |
| 166                     | Elise vander Sande (BEL) | AB                      |

| Multum Accountants MUL | Multum Accountants MUL  | Multum Accountants MUL |
| ---------------------- | ----------------------- | ---------------------- |
| Num                    | Coureuse                | Pos                    |
| 171                    | Juliet Eickhof (NED)    | AB                     |
| 172                    | Elisa Serné (NED)       | 52e                    |
| 173                    | Jessy Druyts (BEL)      | AB                     |
| 174                    | Marthe Goossens (BEL)   | 84e                    |
| 175                    | Céline van Houtum (NED) | AB                     |
| 176                    | Willemijn Prins (NED)   | AB                     |

| AG Insurance NXTG AGI | AG Insurance NXTG AGI   | AG Insurance NXTG AGI |
| --------------------- | ----------------------- | --------------------- |
| Num                   | Coureuse                | Pos                   |
| 181                   | Amber Aernouts (NED)    | AB                    |
| 182                   | Maureen Arens (NED)     | 65e                   |
| 183                   | Senne Knaven (BEL)      | AB                    |
| 184                   | Amelia Sharpe (GBR)     | AB                    |
| 185                   | Fien Masure (BEL)       | AB                    |
| 186                   | Eline Van Rooijen (NED) | AB                    |

| Coop-Hitec Products HPU | Coop-Hitec Products HPU | Coop-Hitec Products HPU |
| ----------------------- | ----------------------- | ----------------------- |
| Num                     | Coureuse                | Pos                     |
| 191                     | Josie Nelson (GBR)      | 78e                     |
| 192                     | Ingvild Gåskjenn (NOR)  | 45e                     |
| 193                     | Nicole Steigenga (NED)  | 20e                     |
| 194                     | Jessica Roberts (GBR)   | 77e                     |
| 195                     | Nora Tveit (NOR)        | AB                      |
| 196                     | Sylvie Swinkels (NED)   | 76e                     |

| Valcar-Travel & Service VAL | Valcar-Travel & Service VAL | Valcar-Travel & Service VAL |
| --------------------------- | --------------------------- | --------------------------- |
| Num                         | Coureuse                    | Pos                         |
| 201                         | Chiara Consonni (ITA)       | 51e                         |
| 202                         | Ilaria Sanguineti (ITA)     | AB                          |
| 203                         | Silvia Persico (ITA)        | 26e                         |
| 204                         | Eleonora Gasparrini (ITA)   | 38e                         |
| 205                         | Anastasia Carbonari (LAT)   | 62e                         |
| 206                         | Karolina Kumięga (POL)      | 56e                         |

| Plantur-Pura PLP | Plantur-Pura PLP         | Plantur-Pura PLP |
| ---------------- | ------------------------ | ---------------- |
| Num              | Coureuse                 | Pos              |
| 211              | Julie Van de Velde (BEL) | 72e              |
| 212              | Julie De Wilde (BEL)     | 22e              |
| 213              | Laura Süßemilch (GER)    | 58e              |
| 214              | Justine Ghekiere (BEL)   | 28e              |
| 215              | Kiona Crabbé (BEL)       | 79e              |
| 216              | Kim de Baat (BEL)        | 49e              |

| Top Girls Fassa Bortolo TOP | Top Girls Fassa Bortolo TOP | Top Girls Fassa Bortolo TOP |
| --------------------------- | --------------------------- | --------------------------- |
| Num                         | Coureuse                    | Pos                         |
| 221                         | Giorgia Bariani (ITA)       | AB                          |
| 222                         | Greta Marturano (ITA)       | AB                          |
| 223                         | Alessia Vigilia (ITA)       | 69e                         |
| 224                         | Cristina Tonetti (ITA)      | 46e                         |
| 225                         | Debora Silvestri (ITA)      | AB                          |
| 226                         | Giorgia Vettorello (ITA)    | AB                          |

| EF Education-TIBCO-SVB TIB | EF Education-TIBCO-SVB TIB | EF Education-TIBCO-SVB TIB |
| -------------------------- | -------------------------- | -------------------------- |
| Num                        | Coureuse                   | Pos                        |
| 231                        | Veronica Ewers (USA)       | 43e                        |
| 232                        | Emma Langley (USA)         | 82e                        |
| 234                        | Emily Newsom (USA)         | AB                         |
| 235                        | Magdeleine Vallieres (CAN) | 37e                        |
| 236                        | Letizia Borghesi (ITA)     | 16e                        |

| IBCT IBC | IBCT IBC                       | IBCT IBC |
| -------- | ------------------------------ | -------- |
| Num      | Coureuse                       | Pos      |
| 241      | Fien Van Eynde (BEL)           | AB       |
| 242      | Mia Griffin (IRL)              | AB       |
| 243      | Svenja Betz (GER)              | AB       |
| 244      | Lucy Mayrhofer (GER)           | AB       |
| 245      | Antonia Gröndahl (FIN) (route) | 74e      |
| 246      | Ditte Lenseclaes (BEL)         | AB       |